# 普实克
雅罗斯拉夫·普实克（捷克語：Jaroslav Průšek，1906年9月14日—1980年4月7日）是捷克汉学家，布拉格汉学派的创始人，也是最为杰出的汉学家之一。

## 生平
1906年9月14日，普实克出生于布拉格，自幼偏爱历史和文学。1924年，进入布拉格查理大学，主修歷史，研習古希臘、拜占庭與羅馬帝國史，後來研究興趣轉移到中國、亞洲、遠東。1928年，畢業後赴瑞典哥德堡大學师从著名汉学家高本汉。1930年，到德国哈勒大學和萊比錫大學跟隨哈朗 (Gustav Haloun)、漢尼殊學習中國歷史，並完成以《公元前十一到四世紀北狄與氏族列國》為題的研究論文。
1932年秋，他獲得捷克鞋業公司老闆托馬斯·貝塔（Thomas Bata）的贊助，赴中國和日本遊學。他經印度洋到達廣州，再從廣州坐火車到北京，這時候已經是冬天了。他住在東裱褙胡同61号金韻梅家中，經朋友介紹認識了胡適，在胡適的推薦下結識了魯迅、鄭振鐸、吴文藻、冰心、沈從文、茅盾、錢杏邨等，興趣轉向中國文學，開始研究中國中世紀的通俗文學和現代文學。除了北京，他還到陝西、河南考察。在西安，見到了陝西省主席邵力子，並在他的幫助下四處參觀。
1936年，他前往日本，住在東京基督教青年會，拜訪過郭沫若、長澤規矩也、鹽谷溫等人。然後到美國加州大學柏克萊分校進修一個學期，學習中國中古通俗文學。1937年1月，回到捷克斯洛伐克後，一方面教習漢語，編寫了捷克第一本《漢語口語讀本》，同時發表有關通俗小說以至佛講變文的論文，並翻譯出版魯迅作品《吶喊》。並參加雅各布森及穆卡若夫斯基發起的「布拉格語言學會」的學術研討活動。1939年，納粹德軍侵佔捷克斯洛伐克，當地的大學及高等院校停辦，普實克仍然堅持研究中國傳統文學和新文學，出版回憶中國之旅的《中國：我的姐妹》，並與捷克詩人馬提修斯（Bohumil Mathesius）合譯李白、杜甫詩篇，與印度學學者賴斯尼聯手翻譯孔子《論語》。
1945年，第二次世界大戰結束，普實克以論文《中國通俗小說之始的研究》通過大學教師資格審核，正式在查理大學文學院任教。1953年，被任命為捷克斯洛伐克科學院東方研究所所長。1955年，當選科學院院士。1963年4月，普實克應陳世驤邀請，訪問加州大學伯克萊分校，並做了三场演讲，分别是“鲁迅的艺术方法”，“中国现代文学与社会运动”和“中古传奇中的抒情主义与现实主义”，期間由夏濟安陪同，不久普實克到哥伦比亚大学訪問後回國。1964年，法國的存在主義哲學傳到了捷克，普實克所信奉的浮士德式的情調也遭受了質疑。
20世纪60年代，普实克在哈佛大学担任访问教授，与费正清建立了深厚友谊，并成为李欧梵的中国文学老师。费正清1991年逝世前，把他的所有中文藏书捐献给哈佛大学图书馆，而他的所有英文藏书赠与捷克社会科学院东方学院的费正清图书馆中。费正清先生夫人费慰梅说：
多年以后，我才发现这对朋友，竟有如此之多相似之处。他们一个生于1906年，另一个生于1907年；他们都在1932年抵达中国，也都待了将近3年时间，都与中国文化界建立了广泛的联系。当时西方的汉学界基本上只关注上世纪30年代之前的中国史，唯独这两位年轻的学者，把目光转向了现代中国，开一代风气之先......
1968年8月22日，發生布拉格之春蘇聯軍隊佔領捷克斯洛伐克，普實克被開开除捷克斯洛伐克共产党黨籍，禁止進入其創辦的東方研究所。1971年，年正式被免除東方研究所所長之職，並禁止其發表學術文章。1980年4月7日，病逝。

## 與夏志清筆戰
1961年夏志清出版《中國現代小說史》，其中對魯迅評價比較低，普實克立刻寫了書評《中國現代文學的根本問題和夏志清的〈中國現代小說史〉》，批評夏志清《中國現代小說史》的分析方法不夠“科學”，文章指出其他所有現代作家都缺乏魯迅之所以成為魯迅的特點，“寥寥數筆便刻畫出鮮明的場景和揭示出中國社會根本問題的高超技藝。”夏撰文反駁，這兩篇長文都刊在布拉格東方研究院的雜誌《東方文學》上，現在已經成為研究中國現代文學的必讀之作。
陳國球指出「客觀真相」（objective truth）和「整體複雜過程」（whole complex process）是布拉格學派結構主義的方法，而夏志清的研究進路，「其用心經營處都在於個別殊相與具體感應；批評家實證實悟的能力比所依仗的研究方法更為重要。」於是他認為二人之間，「或者『新批評』與『布拉格學派』之間，其實異中有同，都是以『文學之為文學』作為思考的中心；只是前者的文本中心意識比較強，而後者則以文學過程為重。」
李歐梵說從兩人論爭那時起，「在若干學術會議和各類學術文章的帶動下，西方的中國現代文學研究取得了相當可觀的發展。」並評價兩位學者的研究具有紀念碑式的意義，確立了中國現代文學研究的學科規範。
王德威指出「這次論戰雖不乏火藥味，但兩位擇善固執的立場和條理分明的論證，為現代中國文學研究樹立了良好典範。」繼而指出，因兩人論爭，使二十世紀文學文化史「諸多議題紛紛浮出地表，成為日後學者鑽研的對象。」